# Paul Vandenplas
Paul Vandenplas est un professeur et physicien belge né le 8 décembre 1931 à Ixelles et mort le 20 octobre 2016.

## Biographie
De son nom complet Paul Eugène Marie Vandenplas, il est ingénieur civil et docteur en sciences physiques.
Il fut professeur à l'École royale militaire et à l'Université de Mons-Hainaut.
Il est commandant de réserve honoraire.

## Mandats et mandats passés
- Directeur de l'Association Euratom-État belge pour la fusion contrôlée
- Président du Programme Committee of Euratom Fusion
- Vice-président du Comité consultatif pour le programme fusion d'Euratom
- Membre du Conseil du Joint European Torus
- Président du Comité national belge de Physique pure et appliquée de l'Académie royale de Belgique
- président de la Plasma Physics Division of the European Physical Society
- membre étranger de l'Ukrainian Higher Education Academy of Sciences

## Prix et distinctions
- Prix triennal de l'Association des ingénieurs issus de l'École d'Application (ERM)
- Prix Georges Vanderlinden de l'Académie royale de Belgique
- Grand officier de l'ordre de la Couronne
- Grand officier de l'ordre de Léopold II
- Officier de l'ordre de Léopold

Il fut élevé au rang de chevalier par le roi Albert II de Belgique

## Sources
- Lettres patentes de Noblesse, 1993-2000, 2001, Éd. Racine,  (ISBN 28-738-62718).